# Pomimo burz
Pomimo burz je singl Anteka Smykiewicze. Popová kompozice byla předzvěstí debutové album zpěváka pod názvem Nasz film. Singl měl premiéru 10. srpna 2015 a poté byl zpropagován ve vysílání rádia 2. listopadu 2015. V roce 2016 singl obdržel v Polsku stutus čtyřnásobnou platinu.

## Umístění v žebříčcích
| Země                               | Žebříček | Nejvyšší umístění |
| ---------------------------------- | -------- | ----------------- |
| Polsko                             |          |                   |
| RMF FM – POPLista                  | 1        |                   |
| Lista Przebojów Radia Zet          | 2        |                   |
| Szczecińska Lista Przebojów (SLiP) | 3        |                   |
| Lista Przebojów Radia PiK          | 4        |                   |
| Rodzinna Lista Przebojów           | 5        |                   |
| Lista Przebojów Radia Łódź         | 25       |                   |